# 斐德羅
斐德羅（Phaedrus the Epicurean，前140年—前70年），伊壁鸠鲁学派哲学家之一，公元前88年以前，他一直待在罗马，古罗马政治家西塞罗曾听其讲学。他曾短期担任罗马伊壁鸠鲁学派的领袖。他的思想及著述曾于西塞罗的作品中有所反映，在古罗马时期产生了一定的影响力。